# Karl Tüttelmann
Karl Tüttelmann (* 2. Juli 1911 in Iserlohn; † 1988 auf Föhr) war ein deutscher Maler und Bildhauer.

## Leben und Wirken
Karl Tüttelmann studierte nach einer Lehre zum Maschinenschlosser an der Nordischen Kunsthochschule in Bremen. 1937 wurde er Mitglied der Reichskammer der Bildenden Künste. Sein Entwurf des sogenannten Duisbergteppichs zum 700-jährigen Jubiläum der Stadt Iserlohn im Jahr 1937 stellt die Sage vom Iserlohner Bürgermeister im Dreißigjährigen Krieg dar. In den Jahren 1938, 1941, 1942 und 1944 nahm Tüttelmann in München an der „Großen Deutschen Kunstausstellung“ teil. 1944 erwarb Hitler dort die Farbkreide-Zeichnung „Kuban 1942“, ein Kriegsmotiv, das der Nazi-Ideologie entsprach. Während des Zweiten Weltkrieges war Tüttelmann als „Kriegsmaler“ tätig.
In der Nachkriegszeit ist Karl Tüttelmann den Informellen Malern zuzurechnen. 1951/52 erhielt er für den Entwurf eines Antikriegs-Mahnmals in Paderborn den ersten Preis. Dieser wurde jedoch nicht realisiert. Tüttelmann gehörte der „Künstlervereinigung Ruhr-Lenne“ an, die ab 1946 regelmäßig Ausstellungen veranstaltete. Von 1962 bis 1988 war er Mitglied der Dortmunder Gruppe, dem Westdeutschen Künstlerbund gehörte er von 1957 bis 1988 an. Zu seinem Bekanntenkreis gehörten in dieser Zeit beispielsweise Wilhelm Wessel und Irmgart Wessel-Zumloh, mit denen er freundschaftlich verbunden war, sowie Emil Schumacher.
Werke Karl Tüttelmanns befinden sich inner- und außerhalb öffentlicher Gebäude (z. B. Iserlohner Agentur für Arbeit, Martin-Luther-Schule in Iserlohn, Iserlohner Agentur für Arbeit, Kreisberufsschule Heinsberg, Kreisverwaltung Geilenkirchen-Heinsberg) und sind Teil öffentlicher (z. B. Osthaus Museum Hagen, Stadtmuseum Iserlohn, Museum Ostwall im Dortmunder U, Ostfriesisches Landesmuseum Emden) sowie privater Sammlungen.

## Ausstellungen (Auswahl)
- 1982: Karl Tüttelmann, Werke 1931–1981, Eine Retrospektiv-Ausstellung, Städtisches Museum Iserlohn im Haus der Heimat
- 1991: Heimat – Helden – Handgestickt. Iserlohner Bildteppiche Karl Tüttelmanns, Sonderausstellung des Stadtmuseums Iserlohn im Parktheater zu Iserlohn
- 2019: „Im Laboratorium der neuen Seh-Formen.“ Ostfriesland und die Avantgarden im 20. Jahrhundert. Neue Galerie Ostfriesisches Landesmuseum Emden.[8]